# Movimento per il Socialismo (Bolivia)
Il Movimento per il Socialismo -  Strumento Politico per la Sovranità dei Popoli (in spagnolo Movimiento al Socialismo - Instrumento Político por la Soberanía de los Pueblos), noto anche con la sigla MAS o MAS-IPSP, è un partito politico boliviano di sinistra. Il massimo dirigente del partito è Evo Morales.

## Storia
Nel 1987 una sezione di sinistra della Falange Socialista Boliviana (FSB) ha fondato il partito MAS, parzialmente influenzato dalla dottrina marxista, così come dall'indianismo katarista e dal nazionalismo del Movimiento Nacional Revolucionario e della stessa FSB.
Come programma politico ha come obiettivo di rappresentare principalmente le zone rurali della Bolivia abitate in prevalenza dalle popolazioni indigene, i diritti e le rivendicazioni dei piccoli contadini e dei cocaleros, ossia i coltivatori di coca tipica della cultura andina, e di opporsi ai governi espressione delle élite di origine europea.
Il MAS è stato al governo della Bolivia a partire dal 2005, con la vittoria alle elezioni del 2005, replicata nel 2009, con una larga maggioranza parlamentare di 85 deputati su 130 e 24 senatori su 36, e nel 2014, e fino al colpo di Stato del 2019, portando avanti una linea politica anti-imperialista, anti-colonialista e anti-liberista, all'insegna della costruzione del Socialismo del XXI secolo.
Il suo massimo dirigente è l'ex-Presidente della Bolivia Evo Morales.

## Leader

### Evo Morales
Morales nacque da una famiglia indigena Aymara ad Orinoca, una città mineraria nel dipartimento di Oruro, sull'altopiano boliviano. Nei primi anni ottanta la sua famiglia, come molti abitanti indigeni degli altipiani che lavoravano nelle miniere, emigrò nei bassopiani tropicali nell'est della Bolivia. Si stabilirono nel Chapare, dove si dedicarono all'agricoltura, coltivazioni di coca incluse. Morales completò la sua istruzione superiore, e ha descritto la sua istruzione successiva come "l'università della vita", comprendendo in essa anche il servizio militare prestato all'età di 17 anni.
Durante le riforme economiche della metà degli anni ottanta molti minatori, espulsi dalle miniere dalle ristrutturazioni in atto, rafforzarono il processo di colonizzazione della Regione del Chapare, già da alcuni anni principale area di produzione di coca, contribuendo al crescente ruolo internazionale del paese nella produzione e nel contrabbando di cocaina.
Prima di diventare uno dei principali dirigenti del sindacato dei cocalero, Morales organizzò una squadra di calcio locale. Lavorò anche come musicista, suonando la tromba in una banda.
Come leader dei cocalero, Morales fu eletto per la prima volta alla Camera dei Deputati nel 1997, come rappresentante delle province di Chapare e Carrasco, nel Dipartimento di Cochabamba. Ricevette il 70% dei voti in quel distretto, la percentuale più alta di voti dei 68 deputati che furono eletti direttamente in quella elezione.

## Programma
- Uguaglianza sociale delle etnie presenti in Bolivia.
- Lotta alla corruzione all'interno delle istituzioni di Stato.
- Nazionalizzazione delle risorse energetiche rinnovabili e dei mezzi di produzione.
- Industrializzazione del settore energetico.
- Movimento di rinnovamento morale e politico.
- Integrare la Bolivia nel mondo moderno.
- Inserimento del paese tra le nazioni industrializzate.
- Riconoscimento del sacrificio della nazione boliviana nei confronti dell'Europa e del mondo durante la colonizzazione.
- Integrazione del patrimonio culturale e alimentare originale con quello europeo.
- Lotta al neoliberismo e al capitalismo.
- Rispetto dei basilari diritti umani.

## Risultati elettorali
| Elezione      | Candidato                         | Voti      | %     | Seggi  | Seggi    |
| ------------- | --------------------------------- | --------- | ----- | ------ | -------- |
| Generali 2002 | Evo Morales ❌ Non eletto         | 581.884   | 20,94 | Camera | 27 / 130 |
| Generali 2002 | Evo Morales ❌ Non eletto         | 581.884   | 20,94 | Senato | 8 / 27   |
| Generali 2005 | Evo Morales ✔️ Eletto             | 1.544.374 | 53,74 | Camera | 72 / 130 |
| Generali 2005 | Evo Morales ✔️ Eletto             | 1.544.374 | 53,74 | Senato | 12 / 27  |
| Generali 2009 | Evo Morales ✔️ Eletto             | 2.943.209 | 64,22 | Camera | 88 / 130 |
| Generali 2009 | Evo Morales ✔️ Eletto             | 2.943.209 | 64,22 | Senato | 26 / 36  |
| Generali 2014 | Evo Morales ✔️ Eletto             | 3.173.304 | 61,36 | Camera | 88 / 130 |
| Generali 2014 | Evo Morales ✔️ Eletto             | 3.173.304 | 61,36 | Senato | 25 / 36  |
| Generali 2019 | Evo Morales ❌ Elezioni annullate | 2.889.359 | 47,08 | Camera | 64 / 130 |
| Generali 2019 | Evo Morales ❌ Elezioni annullate | 2.889.359 | 47,08 | Senato | 19 / 36  |
| Generali 2020 | Luis Arce ✔️ Eletto               | 3.393.978 | 55,11 | Camera | 75 / 130 |
| Generali 2020 | Luis Arce ✔️ Eletto               | 3.393.978 | 55,11 | Senato | 21 / 36  |